# Gonodonta chrysotornus
Gonodonta chrysotornus är en fjärilsart som beskrevs av George Francis Hampson 1926. Gonodonta chrysotornus ingår i släktet Gonodonta och familjen nattflyn. Inga underarter finns listade i Catalogue of Life.